# رابسة كوشنشنية
رابسة كوشنشنية (الاسم العلمي:Rhapis cochinchinensis) هي نوع من النباتات تتبع جنس الرابسة من الفصيلة الفوفلية.